# Grotte de Tabun

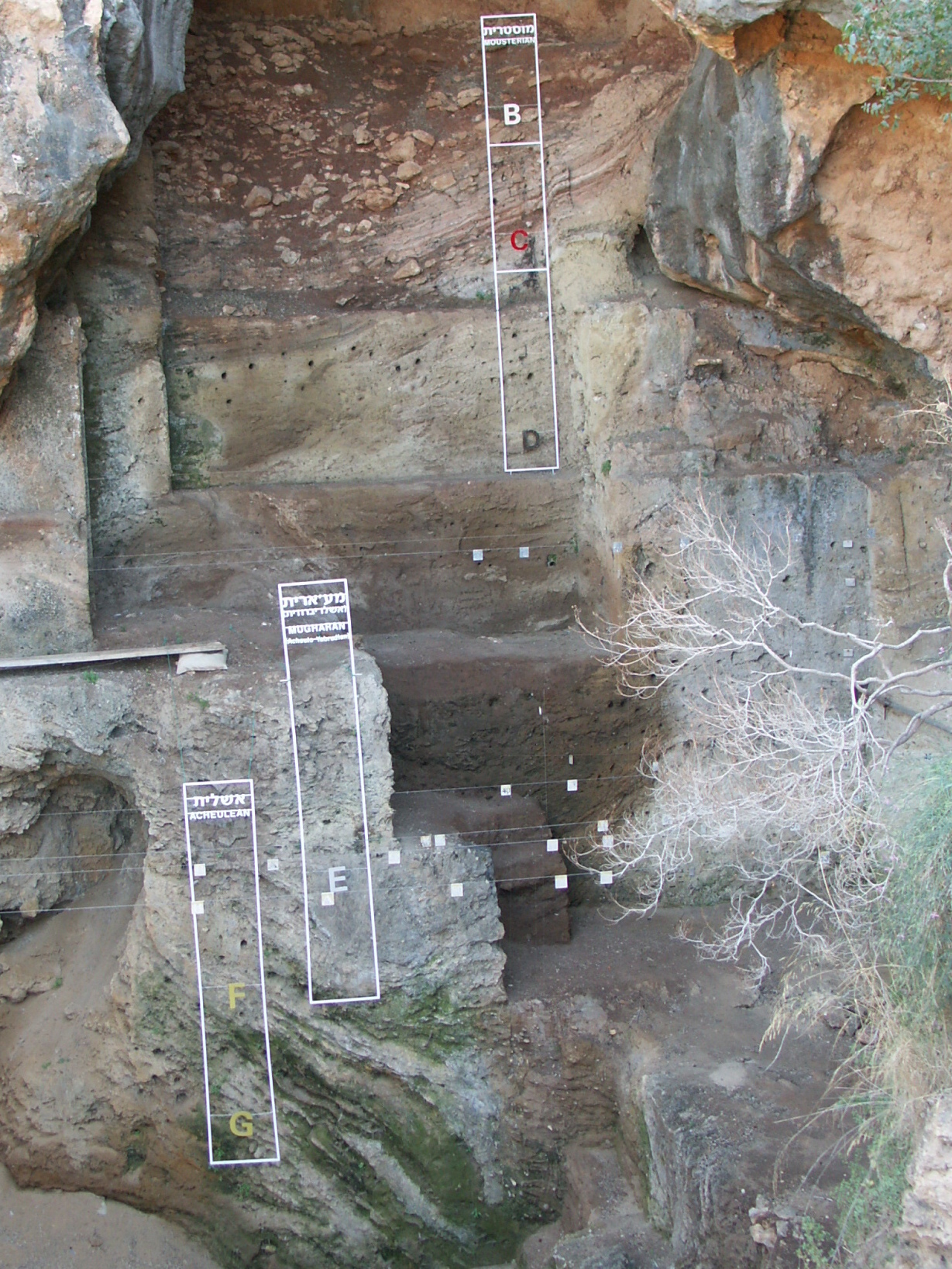
Niveaux archéologiques de la grotte de Tabun.

La grotte de Tabun (ou Taboun, « grotte du Four » en français) est un site préhistorique d'Israël. Elle fait partie des quatre grottes de Nahal Me’arot situées au sud d'Haïfa, sur le mont Carmel, classées au patrimoine mondial de l'Unesco. 
Cette grotte a été occupée par l'Homme durant le Paléolithique moyen et le Paléolithique inférieur, entre 500 000 et 45 000 ans avant notre ère.

## Archéologie
L'archéologue britannique Dorothy Garrod y mena des fouilles entre 1929 et 1934, et identifia sept couches majeures, répertoriées de A à G, sur une séquence stratigraphique de 25 mètres. 
Lors de ces fouilles furent mis au jour des ossements néandertaliens dans la couche C ou B : un squelette presque complet d'une femme (Tabun 1 ou Tabun C1). L'équipe recueillit également une mandibule d'un individu mâle (Tabun 2) dont les caractéristiques sont à la fois proche  des premiers Homo sapiens et de l'Homme de Néandertal,,. 
Les fouilles menées par Arthur Jelinek (en) et ses collègues entre 1967 et 1972 ont livré plus de 1 900 bifaces complets ou partiels. La majeure partie des bifaces des assemblages peut être attribuée aux industries de  l'Acheuléen supérieur et du Yabroudien.